# 知の回廊
『知の回廊』（ちのかいろう）とは、中央大学とジュピターテレコム（旧・八王子テレメディア株式会社）の共同制作により放送・Web配信されている教養番組である。
中央大学の各学部の教授、准教授、専任講師など、各教員が番組の監修を行い、教員が研究している様々な専門分野をテーマに、30分間の教養番組として制作され、全国各地のケーブルテレビ局で放送・YouTubeとiTunes Uで公開されている。

## 概要
中央大学の「知的財産を地域へ還元し社会貢献に努める」という主旨により、地元ケーブルテレビ局である八王子テレメディア株式会社（現・ジュピターテレコム）との共同企画によって、2000年に番組制作プロジェクトが発足され、2001年4月より放送が開始された。この時の配信局は八王子テレメディアをはじめ、中央大学多摩キャンパス周辺に位置する各ケーブルテレビ局（多摩テレビ、日野ケーブルテレビ（現・ジェイコム日野）、マイ・テレビ（現・ジェイコム多摩）の4社合同で放送がスタートした。 その後は放送エリアを拡大し、2010年現在では全国各地30社以上のケーブルテレビ局(視聴可能世帯数：約320万世帯)へ配信されている。
『知の回廊』という番組名称は、『大学の発する「知識」が、多くの人々を通して、再び「知恵」となって戻ってきてほしい』という願いを込めて、元中央大学総合政策学部長の河野光雄教授が発案・命名したものである。
新番組の配信は毎年10月から翌年3月まで、毎月1本ずつ計6タイトルが制作されている。当初は年間12タイトルが制作されていたが、予算と制作時間の都合により、また年間本数を半分にしてでも番組1本あたりのクオリティアップを図るという制作サイドの意向により、2004年度から制作本数を年間6タイトルとし、現在もこのスタイルを継続して制作・配信が行われている。

## 特徴
番組は1話完結型で、その内容や制作方法は各テーマごとに全く異なっている。それぞれの教員の研究テーマにより、どのように制作するかが決定され、関連取材やインタビュー、対談、実験撮影、ドキュメンタリー形式、あるいは地方ロケやドラマ演出、CG・アニメーションまでもが加えられた様々な形態の番組が制作されており、単純な講義形式の番組に留まらず、毎回異なる演出方法で、専門的なテーマを詳しくわかりやすく解説してゆく柔軟な演出スタイルが、このシリーズの特徴である。
放送開始当初は多摩エリア限定で視聴者から受講生を募り、放送日に合わせてテーマ毎のレジュメ等の配布や、ファクスやインターネットによる教授陣への質問受付も設けていたため「地域限定の教養講座番組」という位置付けであったが、配信エリアの拡大に伴い、限定的な受講制度は廃止され、広く一般向けの「教養番組」という冠に変更された。大学とケーブルテレビ局が共同で映像メディアを制作し、全国へ向けて配信してゆくという活動は、日本では初めての試みである。
また、各タイトルは放送後にDVD化され、教材として使用されたり、多摩地域の生涯学習センターや図書館、中央大学付属の高校等に常備されている。さらに、2010年度よりYouTubeによる番組の公開。また、2011年度からはAppleのiTunes Uを利用した番組のビデオポッドキャスト配信が開始され、次第にケーブルテレビの放送枠を超えたオープン化がなされるようになる。

## 各年度の番組タイトル
（監修教員の所属は放送時点のもの）

### 2001年度放送
- 第1回：多摩の自然災害 / 平野廣和（総合政策学部）
- 第2回：流行の仕組みと売れる商品づくり / 三浦俊彦（商学部）
- 第3回：日本は二大政党制になれるか / Steven R.Reed（総合政策学部）
- 第4回：人生を変えた映画 / 鈴木康司（文学部）＆ 戸田奈津子（映画字幕翻訳者）
- 第5回：IT革命は幻か？ / 谷口洋志（経済学部）
- 第6回：いじめ・登校拒否・暴力･･･ / 横湯園子（文学部）
- 第7回：個を生かすチーム作り / 高橋雄介（水泳部ヘッドコーチ）
- 第8回：東南アジアにおけるIT人材の動向 / 佐藤文博（経済学部）
- 第9回：生きた法律を学ぶために / 永井和之、中西又三（法学部）
- 第10回：市民とのパートナーシップまちづくり / 辻山幸宣（法学部）
- 第11回：宮沢賢治の故郷を訪ねて / 渡部芳紀（文学部）
- 第12回：会計ビッグバンと今後の日本企業 / 高田橋範充、冨塚喜一、鈴木一功（アカウンティングスクール）
- 第13回：異文化コミュニケーション / 林田博光（商学部）

### 2002年度放送
- 第14回：少子化という病 -その処方箋とは-  / 和田光平（経済学部）
- 第15回：豊かな市民スポーツの創出 / 早川宏子（商学部）
- 第16回：人工知能は夢を見るか / 鈴木寿（理工学部）
- 第17回：電波の活用と携帯電話 / 白井宏（理工学部）
- 第18回：-心の王者- 太宰治の『津軽』を歩く I / 渡部芳紀（文学部）
- 第19回：-心の王者- 太宰治の『津軽』を歩く II / 渡部芳紀（文学部）
- 第20回：日本経済のゆくえ / 松橋透（商学部）
- 第21回：東西役人気質 -日本とヨーロッパの違い- / 黒川剛（総合政策学部）
- 第22回：企業再建 -もし会社が倒産したら- / 永井和之（法学部）
- 第23回：古代アジアの交流 / 石井正敏（文学部）
- 第24回：電子政府の未来とその可能性 / 大内和臣（法学部）
- 第25回：シャンソンの魅力と社会変革 / 高橋治男（法学部）

### 2003年度放送
- 第26回：少年非行の原因と対策 / 藤本哲也（法学部）
- 第27回：快適な音環境をめざして / 戸井武司（理工学部）
- 第28回：求める人に求める本を / 今まど子（文学部）
- 第29回：コンピュータ・グラフィックスって？ / 牧野光則（理工学部）
- 第30回：グローバリゼーションと日本 / 滝田賢治（法学部）
- 第31回：日本型ベンチャーと巧み / 馬場政孝（商学部）
- 第32回：イスラーム世界のパン / 松田俊道（文学部）
- 第33回：多摩のシルクロード -ペリー来航と不平等条約- / 松尾正人（文学部）
- 第34回：イラク戦争の経済的背景 / 松橋透（商学部）
- 第35回：松山文学散歩 I.夏目漱石編 / 渡部芳紀（文学部）
- 第36回：松山文学散歩 II.正岡子規編 / 渡部芳紀（文学部）
- 第37回：巻貝の生殖異変と環境問題 / 武田直邦（商学部）

### 2004年度放送
- 第38回：海岸の波 -波のメカニズムと海岸侵食- / 水口優（理工学部）
- 第39回：企業年金の再生 / 山口修（アカウンティングスクール）
- 第40回：ラーメン、中国へ行く- 東アジアのグローバル化と食文化の変容 - / 園田茂人（文学部）
- 第41回：Learning in Action, Learning for Action / 和栗百恵（総合政策学部）
- 第42回：懲罰的損害賠償 - 日米法文化摩擦の一断面 - / 長内了（法科大学院）
- 第43回：多摩の新撰組 〜 土方歳三式 企業組織戦略論 〜 / 田中拓男（経済学部）

### 2005年度放送
- 第44回：闇への情熱 〜梶井基次郎の世界〜 / 渡部芳紀（文学部）
- 第45回：Ecological Economics - 競争と共生のバランス - / 緒方俊雄（経済学部）
- 第46回：大相撲ことば対談 / 飯田朝子（商学部）
- 第47回：スローライフにはじまる地域づくり / 工藤裕子（法学部）
- 第48回：自分探しをする若者たち「フリーター」って よくないことですか？ / 古賀正義（文学部）
- 第49回：銀河系の中心へ / 坪井陽子（理工学部）

### 2006年度放送
- 第50回：地方分権と道州制 - 新しい「国のかたち」- / 佐々木信夫（経済学部）
- 第51回：トランスジェンダーの世界 - 性別越境者たちの自己表現 - / 矢島正見（文学部）＆ 三橋順子（女装家・トランスジェンダー研究家）
- 第52回：Accessing Entertainment - 著作権は誰のため？ - / Dan Rosen（法科大学院）
- 第53回：新たなる大学入試制度 -高大連携の可能性- / 斎藤正武（商学部）
- 第54回：Mathematics Effect / 山本慎（理工学部）
- 第55回：ケータイ社会情報学 / 松田美佐（文学部）

### 2007年度放送
- 第56回：ダンゴムシから進化を読む / 武田直邦（商学部）
- 第57回：近道のための数学 アルゴリズムを考える / 松井知己（理工学部）
- 第58回：Ecological Economics 2.0 実践編 / 緒方俊雄（経済学部）
- 第59回：林芙美子の『恋の故郷』尾道を歩く / 渡部芳紀（文学部）
- 第60回：志賀直哉 対立から調和への道程 / 渡部芳紀（文学部）
- 第61回：認知症の理解 / 緑川晶（文学部）

### 2008年度放送
- 第62回：日本の自動車産業を支える現場の“やる気” / 中川洋一郎（経済学部）
- 第63回：19世紀の英文学と少年法 / 宮丸裕二（法学部）
- 第64回：植物の歴史と生物多様性 / 西田治文（理工学部）
- 第65回：人工市場で学ぶマーケットメカニズム / 有賀裕二（商学部）
- 第66回：国際航空自由化と日本の空港事情 / 塩見英治（経済学部）
- 第67回：数え方で知る、日本語のあゆみと未来 / 飯田朝子（商学部）

### 2009年度放送
- 第68回：縄文文化の実像を探る / 小林謙一（文学部）
- 第69回：伝統宗教に観る日本人の『心』 / 保坂俊司（総合政策学部）
- 第70回：都市環境学のすすめ / 山田正（理工学部）
- 第71回：幸福の方程式 / 山田昌弘（文学部） 袖川芳之（株式会社電通）
- 第72回：アークプラズマの研究と応用 / 稲葉次紀（理工学部）
- 第73回：裁判員制度 - 市民参加が司法を変える - / 柳川重規（法学部）

### 2010年度放送
- 第74回：「変貌する世界経済とAPEC - 日本に期待される役割 -」/ 長谷川聰哲（経済学部）
- 第75回：「人にやさしい情報社会を目指して」/ 加藤俊一（理工学部）
- 第76回：「コレラ・パンデミック 〜疫病による英国都市の変容」/ 見市雅俊（文学部・図書館長）
- 第77回：「フェアトレードを通じた共生社会の創造」/ 日高克平（商学部）
- 第78回：「ギリシアから日本に来た神々」/ 田辺勝美（総合政策学部）
- 第79回：「やわらかすぎる日本語 〜日本語の光と影〜」/ 加賀野井秀一（理工学部）

### 2011年度放送
- 第80回：「困難を有する子どもの支援を問いかける」/ 古賀正義（文学部）
- 第81回：「液状化災害の現状」/ 國生剛治」（理工学部）
- 第82回：「多文化主義の国 カナダを学び カナダに学ぶ」/ 佐藤信行（法科大学院）制作協力/日本カナダ学会
- 第83回：「伝統文化の空間表現」/ 黒田絵美子（総合政策学部）
- 第84回：「高橋流野球道」/ 高橋善正（硬式野球部監督）
- 第85回：「新時代の雇用創造―地域から日本の元気を取り戻す―」/ 松丸和夫（経済学部）

### 2012年度放送
- 第86回：「被災地域と共創するエコツーリズム」/ 谷下雅義（理工学部）
- 第87回：「会計士のおしごと」/ 渡辺岳夫」（商学部）
- 第88回：「エコツーリズムの光と影」/ 薮田雅弘（経済学部）
- 第89回：「百人一首を味読する」/ 吉野朋美（文学部）
- 第90回：「古代ローマの裁判」/ 森 光（法学部）
- 第91回：「サイバー法という新たな法律学　～インターネットの自由と法規制～」/ 平野晋（総合政策学部）

### 2013年度放送
- 第92回：「オープンソースソフトウェアを使おう」/ 飯尾淳（文学部）
- 第93回：「バイオインフォマティクスによる新薬の発見」/ 田口善弘　岩舘満雄　梅山秀明（理工学部）
- 第94回：「あなたが求める働き方は？」/ 阿部正浩（経済学部）
- 第95回：「日本ワインの未来」/ 原田喜美枝（商学部）
- 第96回：「ジャーナリズム教育がもたらす知の継承　～台湾二二八事件の取材現場から～」/ 松野良一（総合政策学部）
- 第97回：「『石炭から原子力へ』の半世紀を問い直す　福島県常磐炭田から見直す『資源』の意味 」/ 中澤秀雄（法学部）

### 2014年度放送
- 第98回：「データ活用が切り拓くマーケティング戦略」/ 生田目崇（理工学部）
- 第99回：「都市成長戦略の再検討　～八王子市まちづくり座談会～」/ 斯波照雄（商学部）
- 第100回：「放送100回記念『中央大学と近現代の日本』」/ 菅原 彬州（法学部）・中央大学大学史編纂課
- 第101回：「情報貧国ニッポン」/ 山﨑久道（文学部）
- 第102回：「今を生きる若者の人間的成長」/ 都筑学（文学部）
- 第103回：「由比の桜えび漁にみる6次産業化の未来」/ 露木恵美子（ビジネススクール）

### 2015年度放送
- 第104回：「巨大津波と防波堤、そして避難」/ 有川 太郎（理工学部）
- 第105回：「女も男も輝く社会　フランスの少子化対策に学ぶ」/ 植野 妙実子（理工学部）
- 第106回：「中央大学ビジネススクール(CBS)が生み出すイノベーション」/ 松下光司（ビジネススクール）
- 第107回：「擬人化･萌えキャラの創造によるICT教育の試み [ 前編 ]」/ 岡嶋裕史（総合政策学部）
- 第108回：「「お墓」の民俗学」/ 岩田重則（総合政策学部）
- 第109回：「安楽死・尊厳死をめぐる法対応　ー終末期医療の現場からー」/ 只木誠（法学部）

## 放送局
（2014年12月現在）
- 八戸テレビ放送
- 宮城ケーブルテレビ
- 岩手ケーブルテレビジョン
- 上越市三和ケーブルテレビ
- ＴＯＫＡＩケーブルネットワーク
- 稲沢シーエーティーブイ
- アイ・シー・シー（愛知県一宮市）
- 多摩テレビ
- 多摩ケーブルネットワーク
- ジェイコム八王子
- ジェイコム日野
- ジェイコム多摩
- ジェイコム中野
- ジェイコム千葉セントラル
- ジェイコム船橋習志野
- ジェイコム小田原
- ジェイコム南横浜
- ジェイコム大田
- ジェイコム東葛

- ジェイコム東京北
- ジェイコム武蔵野三鷹
- ジェイコム熊本

## スタッフ

### 現在のスタッフ
- プロデューサー：中村健彦（中央大学）、薄田一郎、坂野貴弘、東照審（株式会社ジュピターテレコム）
- プロデューサー補：石川正（中央大学）
- ディレクター/脚本/撮影/編集：鈴木誠人
- ナレーター：佐々木奈緒子、西村不二人、山本千鶴、原きよ、守屋玲子
- 司会：菅原幸子（株式会社ジュピターテレコム）
- 制作：株式会社ジュピターテレコム
- 制作著作：中央大学

### 過去のスタッフ
- プロデューサー：渡邉純一、八木隆史、五十嵐星汝（中央大学）、植木敦子、佐藤仁亮、遠藤友昭（株式会社ジュピターテレコム）

## その他
- 番組のオープニング・タイトルで表示される『知の回廊』のロゴは、元中央大学文学部教授であり書道家である、菅井時枝の筆によるもの。

- 文学部の渡部芳紀教授が監修する「文学散歩シリーズ」は、大学主催による岩手県への文学ツアーや、ティー・パーティが実施された。

- 2007年度の林芙美子をテーマとした番組（第59回）は、取材地である尾道市の要望により、市役所による地元上映会が実施された。

- 2011年に番組制作10周年の特別記念番組の公開や、出演した教授陣による特別講演会などが実施された。以後、特別講演会は毎年実施されている。

- 文学部の吉野朋美准教授が監修する番組（第89回）「百人一首を味読する」は、取材先の京都嵐山・時雨殿の要望により、館内上映が実施された。また、JTB主催による京都への文学ツアーも企画・実施された。

- 第96回「ジャーナリズム教育がもたらす知の継承　～台湾二二八事件の取材現場から～」では、シリーズ初となる海外ロケ（台湾）を行った。

- 2014年12月に制作/放送100本目を迎え、特別番組「放送100回記念『中央大学と近現代の日本』」を公開。

- 2015年に番組制作15周年を迎えた。